# Tensores en coordenadas curvilíneas
Las coordenadas curvilíneas se pueden formular mediante el cálculo tensorial, con aplicaciones importantes en física e ingeniería, particularmente para describir el transporte de cantidades físicas y la deformación de la materia en mecánica de fluidos y mecánica de medios continuos.

## Álgebra vectorial y tensorial en coordenadas curvilíneas tridimensionales
El álgebra elemental de vectores y tensores en coordenadas curvilíneas se utiliza en parte de la literatura científica más antigua sobre mecánica y física, y puede ser indispensable para comprender el trabajo de principios y mediados del siglo XX, como por ejemplo el texto de Green y Zerna. En esta sección se dan algunas relaciones útiles en el álgebra de vectores y tensores de segundo orden en coordenadas curvilíneas. La notación y el contenido son principalmente de Ogden, Naghdi, Simmonds, Green y Zerna, Basar y Weichert, y Ciarlet.

### Transformaciones de coordenadas
Considérense dos sistemas de coordenadas con variables de coordenadas {\displaystyle (Z^{1},Z^{2},Z^{3})} y {\displaystyle (Z^{\acute {1}},Z^{\acute {2}},Z^{\acute {3}})}, que se representarán en breve como {\displaystyle Z^{i}} y {\displaystyle Z^{\acute {i}}} respectivamente, asumiendo siempre que el índice {\displaystyle i} va del 1 al 3. Se supone que estos sistemas de coordenadas están integrados en el mismo espacio euclídeo tridimensional. Las coordenadas {\displaystyle Z^{i}} y {\displaystyle Z^{\acute {i}}} se pueden usar para explicarse entre sí, porque a medida que se produce un desplazamiento en la línea de coordenadas de un sistema de coordenadas, se puede usar el otro para describir la nueva posición. De esta manera, las coordenadas {\displaystyle Z^{i}} y {\displaystyle Z^{\acute {i}}} están relacionadas entre sí mediante funciones
{\displaystyle Z^{i}=f^{i}(Z^{\acute {1}},Z^{\acute {2}},Z^{\acute {3}})} para {\displaystyle i=1,2,3}
lo que se puede escribir como
{\displaystyle Z^{i}=Z^{i}(Z^{\acute {1}},Z^{\acute {2}},Z^{\acute {3}})=Z^{i}(Z^{\acute {i}})} para {\displaystyle {\acute {i}},i=1,2,3}
Estas tres ecuaciones juntas también se denominan transformación de coordenadas de {\displaystyle Z^{\acute {i}}} a {\displaystyle Z^{i}}. Esta transformación se denota como {\displaystyle T}. Por lo tanto, se representará la transformación del sistema de coordenadas con variables de coordenadas {\displaystyle Z^{\acute {i}}} al sistema de coordenadas con coordenadas {\displaystyle Z^{i}} como:
{\displaystyle Z=T({\acute {z}})}
De manera similar, se puede representar {\displaystyle Z^{\acute {i}}} en función de {\displaystyle Z^{i}} de la siguiente manera:
{\displaystyle Z^{\acute {i}}=g^{\acute {i}}(Z^{1},Z^{2},Z^{3})} para {\displaystyle {\acute {i}}=1,2,3}
De manera similar, se pueden escribir las ecuaciones libres de manera más compacta como
{\displaystyle Z^{\acute {i}}=Z^{\acute {i}}(Z^{1},Z^{2},Z^{3})=Z^{\acute {i}}(Z^{i})} para {\displaystyle {\acute {i}},i=1,2,3}
Estas tres ecuaciones juntas también se denominan transformación de coordenadas de {\displaystyle Z^{i}} a {\displaystyle Z^{\acute {i}}}. Ahora, se denota esta transformación por {\displaystyle S}, y se representará la transformación del sistema de coordenadas con variables de coordenadas {\displaystyle Z^{i}} al sistema de coordenadas con coordenadas {\displaystyle Z^{\acute {i}}} como:
{\displaystyle {\acute {z}}=S(z)}
Si la transformación {\displaystyle T} es biyectiva, entonces se denomina a la imagen de la transformación, concretamente {\displaystyle Z^{i}}, un conjunto de coordenadas admisibles' {\displaystyle Z^{\acute {i}}}. Si {\displaystyle T} es lineal, el sistema de coordenadas {\displaystyle Z^{i}} se denominará sistema de coordenadas afín. De lo contrario, {\displaystyle Z^{i}} se denominará sistema de coordenadas curvilíneo.

#### Jacobiano
Como ahora se ve que las coordenadas {\displaystyle Z^{i}} y {\displaystyle Z^{\acute {i}}} están relacionadas entre sí mediante funciones, se puede tomar la derivada de la variable de coordenadas {\displaystyle Z^{i}} con respecto a la variable de coordenadas {\displaystyle Z^{\acute {i}}} y considerar que
{\displaystyle {\frac {\partial {Z^{i}}}{\partial {Z^{\acute {i}}}}}\;{\overset {\underset {\mathrm {def} }{}}{=}}\;J_{\acute {i}}^{i}} para {\displaystyle {\acute {i}},i=1,2,3}. Estas derivadas se pueden organizar en una matriz, póngase por caso {\displaystyle J}, en la que {\displaystyle J_{\acute {i}}^{i}} es el elemento en la {\displaystyle i}-ésima fila y en la {\displaystyle {\acute {i}}}-ésima columna
{\displaystyle J={\begin{pmatrix}J_{\acute {1}}^{1}&J_{\acute {2}}^{1}&J_{\acute {3}}^{1}\\J_{\acute {1}}^{2}&J_{\acute {2}}^{2}&J_{\acute {3}}^{2}\\J_{\acute {1}}^{3}&J_{\acute {2}}^{3}&J_{\acute {3}}^{3}\end{pmatrix}}={\begin{pmatrix}{\partial {Z^{1}} \over \partial {Z^{\acute {1}}}}&{\partial {Z^{1}} \over \partial {Z^{\acute {2}}}}&{\partial {Z^{1}} \over \partial {Z^{\acute {3}}}}\\{\partial {Z^{2}} \over \partial {Z^{\acute {1}}}}&{\partial {Z^{2}} \over \partial {Z^{\acute {2}}}}&{\partial {Z^{2}} \over \partial {Z^{\acute {3}}}}\\{\partial {Z^{3}} \over \partial {Z^{\acute {1}}}}&{\partial {Z^{3}} \over \partial {Z^{\acute {2}}}}&{\partial {Z^{3}} \over \partial {Z^{\acute {3}}}}\end{pmatrix}}}
La matriz resultante se llama matriz jacobiana.

### Vectores en coordenadas curvilíneas
Sea (b'1, b2, b3) una base arbitraria para el espacio euclídeo tridimensional. En general, los vectores de la base no son ni vectores unitarios ni mutuamente ortogonales. Sin embargo, se requiere que sean linealmente independientes. Entonces, un vector v' se puede expresar como: 27 
{\displaystyle \mathbf {v} =v^{k}\,\mathbf {b} _{k}}
Las componentes vk son las componentes contravariantes del vector v.
La base recíproca (b1, b2, b3) está definida por la relación: 28–29 
{\displaystyle \mathbf {b} ^{i}\cdot \mathbf {b} _{j}=\delta _{j}^{i}}
donde δi j es la delta de Kronecker.
El vector v también se puede expresar en términos de la base recíproca:
{\displaystyle \mathbf {v} =v_{k}~\mathbf {b} ^{k}}
Las componentes vk son las componentes covariantes del vector {\displaystyle \mathbf {v} }.

### Tensores de segundo orden en coordenadas curvilíneas
Un tensor de segundo orden se puede expresar como
{\displaystyle {\boldsymbol {S}}=S^{ij}~\mathbf {b} _{i}\otimes \mathbf {b} _{j}=S_{~j}^{i}~\mathbf {b} _{i}\otimes \mathbf {b} ^{j}=S_{i}^{~j}~\mathbf {b} ^{i}\otimes \mathbf {b} _{j}=S_{ij}~\mathbf {b} ^{i}\otimes \mathbf {b} ^{j}}
Las componentes Sij se denominan componentes contravariantes, las componentes Si j son las componentes covariantes a la derecha mixtas, las componentes Si j son las componentes covariantes a la izquierda mixtas, y las componentes Sij se denominan componentes covariantes del tensor de segundo orden.

#### Tensor métrico y relaciones entre componentes
Las cantidades gij, gij se definen como: 39 
{\displaystyle g_{ij}=\mathbf {b} _{i}\cdot \mathbf {b} _{j}=g_{ji}~;~~g^{ij}=\mathbf {b} ^{i}\cdot \mathbf {b} ^{j}=g^{ji}}
De las ecuaciones anteriores se tiene que
{\displaystyle v^{i}=g^{ik}~v_{k}~;~~v_{i}=g_{ik}~v^{k}~;~~\mathbf {b} ^{i}=g^{ij}~\mathbf {b} _{j}~;~~\mathbf {b} _{i}=g_{ij}~\mathbf {b} ^{j}}
Las componentes de un vector están relacionadas por: 30–32 
{\displaystyle \mathbf {v} \cdot \mathbf {b} ^{i}=v^{k}~\mathbf {b} _{k}\cdot \mathbf {b} ^{i}=v^{k}~\delta _{k}^{i}=v^{i}}
{\displaystyle \mathbf {v} \cdot \mathbf {b} _{i}=v_{k}~\mathbf {b} ^{k}\cdot \mathbf {b} _{i}=v_{k}~\delta _{i}^{k}=v_{i}}
Y también
{\displaystyle \mathbf {v} \cdot \mathbf {b} _{i}=v^{k}~\mathbf {b} _{k}\cdot \mathbf {b} _{i}=g_{ki}~v^{k}}
{\displaystyle \mathbf {v} \cdot \mathbf {b} ^{i}=v_{k}~\mathbf {b} ^{k}\cdot \mathbf {b} ^{i}=g^{ki}~v_{k}}
Las componentes del tensor de segundo orden están relacionadas por
{\displaystyle S^{ij}=g^{ik}~S_{k}^{~j}=g^{jk}~S_{~k}^{i}=g^{ik}~g^{jl}~S_{kl}}

### Tensor alterno
En términos ortonormales a la derecha, el tensor alterno de tercer orden se define como
{\displaystyle {\boldsymbol {\mathcal {E}}}=\varepsilon _{ijk}~\mathbf {e} ^{i}\otimes \mathbf {e} ^{j}\otimes \mathbf {e} ^{k}}
En una base curvilínea general, el mismo tensor se puede expresar como
{\displaystyle {\boldsymbol {\mathcal {E}}}={\mathcal {E}}_{ijk}~\mathbf {b} ^{i}\otimes \mathbf {b} ^{j}\otimes \mathbf {b} ^{k}={\mathcal {E}}^{ijk}~\mathbf {b} _{i}\otimes \mathbf {b} _{j}\otimes \mathbf {b} _{k}}
Se puede demostrar que
{\displaystyle {\mathcal {E}}_{ijk}=\left[\mathbf {b} _{i},\mathbf {b} _{j},\mathbf {b} _{k}\right]=(\mathbf {b} _{i}\times \mathbf {b} _{j})\cdot \mathbf {b} _{k}~;~~{\mathcal {E}}^{ijk}=\left[\mathbf {b} ^{i},\mathbf {b} ^{j},\mathbf {b} ^{k}\right]}
Ahora,
{\displaystyle \mathbf {b} _{i}\times \mathbf {b} _{j}=J~\varepsilon _{ijp}~\mathbf {b} ^{p}={\sqrt {g}}~\varepsilon _{ijp}~\mathbf {b} ^{p}}
Y por eso,
{\displaystyle {\mathcal {E}}_{ijk}=J~\varepsilon _{ijk}={\sqrt {g}}~\varepsilon _{ijk}}
De manera similar, se puede demostrar que
{\displaystyle {\mathcal {E}}^{ijk}={\cfrac {1}{J}}~\varepsilon ^{ijk}={\cfrac {1}{\sqrt {g}}}~\varepsilon ^{ijk}}

### Operaciones vectoriales

#### Aplicación identidad
La aplicación de identidad I, definida por {\displaystyle \mathbf {I} \cdot \mathbf {v} =\mathbf {v} }, se puede mostrar como:: 39 
{\displaystyle \mathbf {I} =g^{ij}\mathbf {b} _{i}\otimes \mathbf {b} _{j}=g_{ij}\mathbf {b} ^{i}\otimes \mathbf {b} ^{j}=\mathbf {b} _{i}\otimes \mathbf {b} ^{i}=\mathbf {b} ^{i}\otimes \mathbf {b} _{i}}

#### Producto escalar (punto)
El producto escalar de dos vectores en coordenadas curvilíneas es: 32 
{\displaystyle \mathbf {u} \cdot \mathbf {v} =u^{i}v_{i}=u_{i}v^{i}=g_{ij}u^{i}v^{j}=g^{ij}u_{i}v_{j}}

#### Producto vectorial (cruzado)
El producto vectorial de dos vectores viene dado por:: 32–34 
{\displaystyle \mathbf {u} \times \mathbf {v} =\varepsilon _{ijk}u_{j}v_{k}\mathbf {e} _{i}}
donde εijk es símbolo de Levi-Civita y 'ei es un vector de base cartesiana. En coordenadas curvilíneas, la expresión equivalente es:
{\displaystyle \mathbf {u} \times \mathbf {v} =[(\mathbf {b} _{m}\times \mathbf {b} _{n})\cdot \mathbf {b} _{s}]u^{m}v^{n}\mathbf {b} ^{s}={\mathcal {E}}_{smn}u^{m}v^{n}\mathbf {b} ^{s}}
donde {\displaystyle {\mathcal {E}}_{ijk}} es el tensor alterno de tercer orden. El producto vectorial de dos vectores viene dado por:
{\displaystyle \mathbf {u} \times \mathbf {v} =\varepsilon _{ijk}{\hat {u}}_{j}{\hat {v}}_{k}\mathbf {e} _{i}}
donde εijk es el símbolo de Levi-Civita y {\displaystyle \mathbf {e} _{i}} es un vector de base cartesiana. Por lo tanto,
{\displaystyle \mathbf {e} _{p}\times \mathbf {e} _{q}=\varepsilon _{ipq}\mathbf {e} _{i}}
y
{\displaystyle \mathbf {b} _{m}\times \mathbf {b} _{n}={\frac {\partial \mathbf {x} }{\partial q^{m}}}\times {\frac {\partial \mathbf {x} }{\partial q^{n}}}={\frac {\partial (x_{p}\mathbf {e} _{p})}{\partial q^{m}}}\times {\frac {\partial (x_{q}\mathbf {e} _{q})}{\partial q^{n}}}={\frac {\partial x_{p}}{\partial q^{m}}}{\frac {\partial x_{q}}{\partial q^{n}}}\mathbf {e} _{p}\times \mathbf {e} _{q}=\varepsilon _{ipq}{\frac {\partial x_{p}}{\partial q^{m}}}{\frac {\partial x_{q}}{\partial q^{n}}}\mathbf {e} _{i}.}
Por eso,
{\displaystyle (\mathbf {b} _{m}\times \mathbf {b} _{n})\cdot \mathbf {b} _{s}=\varepsilon _{ipq}{\frac {\partial x_{p}}{\partial q^{m}}}{\frac {\partial x_{q}}{\partial q^{n}}}{\frac {\partial x_{i}}{\partial q^{s}}}}
Volviendo al producto vectorial y usando las relaciones:
{\displaystyle {\hat {u}}_{j}={\frac {\partial x_{j}}{\partial q^{m}}}u^{m},\quad {\hat {v}}_{k}={\frac {\partial x_{k}}{\partial q^{n}}}v^{n},\quad \mathbf {e} _{i}={\frac {\partial x_{i}}{\partial q^{s}}}\mathbf {b} ^{s},}
se obtiene
{\displaystyle \mathbf {u} \times \mathbf {v} =\varepsilon _{ijk}{\hat {u}}_{j}{\hat {v}}_{k}\mathbf {e} _{i}=\varepsilon _{ijk}{\frac {\partial x_{j}}{\partial q^{m}}}{\frac {\partial x_{k}}{\partial q^{n}}}{\frac {\partial x_{i}}{\partial q^{s}}}u^{m}v^{n}\mathbf {b} ^{s}=[(\mathbf {b} _{m}\times \mathbf {b} _{n})\cdot \mathbf {b} _{s}]u^{m}v^{n}\mathbf {b} ^{s}={\mathcal {E}}_{smn}u^{m}v^{n}\mathbf {b} ^{s}}

### Operaciones tensoriales

#### Aplicación identidad
Se puede mostrar que la aplicación identidad {\displaystyle {\mathsf {I}}} definida por {\displaystyle {\mathsf {I}}\cdot \mathbf {v} =\mathbf {v} } es: 39 
{\displaystyle {\mathsf {I}}=g^{ij}\mathbf {b} _{i}\otimes \mathbf {b} _{j}=g_{ij}\mathbf {b} ^{i}\otimes \mathbf {b} ^{j}=\mathbf {b} _{i}\otimes \mathbf {b} ^{i}=\mathbf {b} ^{i}\otimes \mathbf {b} _{i}}

#### Acción de un tensor de segundo orden sobre un vector
La acción de {\displaystyle \mathbf {v} ={\boldsymbol {S}}\mathbf {u} } se puede expresar en coordenadas curvilíneas como
{\displaystyle v^{i}\mathbf {b} _{i}=S^{ij}u_{j}\mathbf {b} _{i}=S_{j}^{i}u^{j}\mathbf {b} _{i};\qquad v_{i}\mathbf {b} ^{i}=S_{ij}u^{i}\mathbf {b} ^{i}=S_{i}^{j}u_{j}\mathbf {b} ^{i}}

#### Producto interno de dos tensores de segundo orden
El producto interno de dos tensores de segundo orden {\displaystyle {\boldsymbol {U}}={\boldsymbol {S}}\cdot {\boldsymbol {T}}} se puede expresar en coordenadas curvilíneas como
{\displaystyle U_{ij}\mathbf {b} ^{i}\otimes \mathbf {b} ^{j}=S_{ik}T_{.j}^{k}\mathbf {b} ^{i}\otimes \mathbf {b} ^{j}=S_{i}^{.k}T_{kj}\mathbf {b} ^{i}\otimes \mathbf {b} ^{j}}
Alternativamente,
{\displaystyle {\boldsymbol {U}}=S^{ij}T_{.n}^{m}g_{jm}\mathbf {b} _{i}\otimes \mathbf {b} ^{n}=S_{.m}^{i}T_{.n}^{m}\mathbf {b} _{i}\otimes \mathbf {b} ^{n}=S^{ij}T_{jn}\mathbf {b} _{i}\otimes \mathbf {b} ^{n}}

#### Determinante de un tensor de segundo orden
Si {\displaystyle {\boldsymbol {S}}} es un tensor de segundo orden, entonces su determinante está definido por la relación
{\displaystyle \left[{\boldsymbol {S}}\mathbf {u} ,{\boldsymbol {S}}\mathbf {v} ,{\boldsymbol {S}}\mathbf {w} \right]=\det {\boldsymbol {S}}\left[\mathbf {u} ,\mathbf {v} ,\mathbf {w} \right]}
donde {\displaystyle \mathbf {u} ,\mathbf {v} ,\mathbf {w} } son vectores arbitrarios y
{\displaystyle \left[\mathbf {u} ,\mathbf {v} ,\mathbf {w} \right]:=\mathbf {u} \cdot (\mathbf {v} \times \mathbf {w} ).}

### Relaciones entre vectores de bases curvilínea y cartesiana
Sean (e'1, e2, e3) los vectores de una base cartesiana habituales para el espacio euclídeo de referencia, y sean
{\displaystyle \mathbf {b} _{i}={\boldsymbol {F}}\mathbf {e} _{i}}
donde Fi es un tensor de transformación de segundo orden que asigna ei a bi. Entonces,
{\displaystyle \mathbf {b} _{i}\otimes \mathbf {e} _{i}=({\boldsymbol {F}}\mathbf {e} _{i})\otimes \mathbf {e} _{i}={\boldsymbol {F}}(\mathbf {e} _{i}\otimes \mathbf {e} _{i})={\boldsymbol {F}}~.}
De esta relación se puede demostrar que
{\displaystyle \mathbf {b} ^{i}={\boldsymbol {F}}^{-{\rm {T}}}\mathbf {e} ^{i}~;~~g^{ij}=[{\boldsymbol {F}}^{-{\rm {1}}}{\boldsymbol {F}}^{-{\rm {T}}}]_{ij}~;~~g_{ij}=[g^{ij}]^{-1}=[{\boldsymbol {F}}^{\rm {T}}{\boldsymbol {F}}]_{ij}}
Sea {\displaystyle J:=\det {\boldsymbol {F}}} el jacobiano de la transformación. Entonces, a partir de la definición del determinante,
{\displaystyle \left[\mathbf {b} _{1},\mathbf {b} _{2},\mathbf {b} _{3}\right]=\det {\boldsymbol {F}}\left[\mathbf {e} _{1},\mathbf {e} _{2},\mathbf {e} _{3}\right]~.}
Dado que
{\displaystyle \left[\mathbf {e} _{1},\mathbf {e} _{2},\mathbf {e} _{3}\right]=1}
se obtiene
{\displaystyle J=\det {\boldsymbol {F}}=\left[\mathbf {b} _{1},\mathbf {b} _{2},\mathbf {b} _{3}\right]=\mathbf {b} _{1}\cdot (\mathbf {b} _{2}\times \mathbf {b} _{3})}
Se pueden derivar varios resultados interesantes utilizando las relaciones anteriores.
Primero, considérese
{\displaystyle g:=\det[g_{ij}]}
Entonces
{\displaystyle g=\det[{\boldsymbol {F}}^{\rm {T}}]\cdot \det[{\boldsymbol {F}}]=J\cdot J=J^{2}}
De manera similar, se puede demostrar que
{\displaystyle \det[g^{ij}]={\cfrac {1}{J^{2}}}}
Por lo tanto, utilizando el hecho de que {\displaystyle [g^{ij}]=[g_{ij}]^{-1}},
{\displaystyle {\cfrac {\partial g}{\partial g_{ij}}}=2~J~{\cfrac {\partial J}{\partial g_{ij}}}=g~g^{ij}}
Otra relación interesante se deriva a continuación. Recordando que
{\displaystyle \mathbf {b} ^{i}\cdot \mathbf {b} _{j}=\delta _{j}^{i}\quad \Rightarrow \quad \mathbf {b} ^{1}\cdot \mathbf {b} _{1}=1,~\mathbf {b} ^{1}\cdot \mathbf {b} _{2}=\mathbf {b} ^{1}\cdot \mathbf {b} _{3}=0\quad \Rightarrow \quad \mathbf {b} ^{1}=A~(\mathbf {b} _{2}\times \mathbf {b} _{3})}
donde A es una constante, todavía indeterminada. Entonces
{\displaystyle \mathbf {b} ^{1}\cdot \mathbf {b} _{1}=A~\mathbf {b} _{1}\cdot (\mathbf {b} _{2}\times \mathbf {b} _{3})=AJ=1\quad \Rightarrow \quad A={\cfrac {1}{J}}}
Esta observación conduce a las relaciones
{\displaystyle \mathbf {b} ^{1}={\cfrac {1}{J}}(\mathbf {b} _{2}\times \mathbf {b} _{3})~;~~\mathbf {b} ^{2}={\cfrac {1}{J}}(\mathbf {b} _{3}\times \mathbf {b} _{1})~;~~\mathbf {b} ^{3}={\cfrac {1}{J}}(\mathbf {b} _{1}\times \mathbf {b} _{2})}
En notación indexada,
{\displaystyle \varepsilon _{ijk}~\mathbf {b} ^{k}={\cfrac {1}{J}}(\mathbf {b} _{i}\times \mathbf {b} _{j})={\cfrac {1}{\sqrt {g}}}(\mathbf {b} _{i}\times \mathbf {b} _{j})}
donde {\displaystyle \varepsilon _{ijk}} es el símbolo de Levi-Civita habitual.
No se ha identificado una expresión explícita para el tensor de transformación F porque es más útil una forma alternativa de aplicación entre bases curvilíneas y cartesianas. Suponiendo un grado suficiente de suavidad en la aplicación (y con un poco de abuso de notación), se tiene que
{\displaystyle \mathbf {b} _{i}={\cfrac {\partial \mathbf {x} }{\partial q^{i}}}={\cfrac {\partial \mathbf {x} }{\partial x_{j}}}~{\cfrac {\partial x_{j}}{\partial q^{i}}}=\mathbf {e} _{j}~{\cfrac {\partial x_{j}}{\partial q^{i}}}}
Similarmente,
{\displaystyle \mathbf {e} _{i}=\mathbf {b} _{j}~{\cfrac {\partial q^{j}}{\partial x_{i}}}}
De estos resultados se tiene que
{\displaystyle \mathbf {e} ^{k}\cdot \mathbf {b} _{i}={\frac {\partial x_{k}}{\partial q^{i}}}\quad \Rightarrow \quad {\frac {\partial x_{k}}{\partial q^{i}}}~\mathbf {b} ^{i}=\mathbf {e} ^{k}\cdot (\mathbf {b} _{i}\otimes \mathbf {b} ^{i})=\mathbf {e} ^{k}}
y
{\displaystyle \mathbf {b} ^{k}={\frac {\partial q^{k}}{\partial x_{i}}}~\mathbf {e} ^{i}}

## Cálculo vectorial y tensorial en coordenadas curvilíneas tridimensionales
Simmonds, en su libro sobre campos tensoriales, cita a Albert Einstein diciendo:

La magia de esta teoría difícilmente dejará de imponerse a cualquiera que la haya comprendido verdaderamente; representa un triunfo genuino del método del cálculo diferencial absoluto, fundado por Gauss, Riemann, Ricci y Levi-Civita.

El cálculo vectorial y tensorial en coordenadas curvilíneas generales se utiliza en el análisis tensorial en variedades curvilíneas de cuatro dimensiones en la relatividad general, en la mecánica de placas curvas, y para examinar las propiedades de invarianza de las ecuaciones de Maxwell, lo que ha sido de interés en metamateriales y en muchos otros campos.
En esta sección se dan algunas relaciones útiles en el cálculo de vectores y tensores de segundo orden en coordenadas curvilíneas. La notación y el contenido son principalmente de Ogden, Simmonds, Green y Zerna, Basar y Weichert, y Ciarlet.

### Definiciones básicas
Sea la posición de un punto en el espacio caracterizada por tres variables de coordenadas {\displaystyle (q^{1},q^{2},q^{3})}.
El sistema de coordenadas q1 representa una curva en la que q2, q3 son constantes. Sea x la posición del punto relativo a algún origen. Entonces, suponiendo que dicha aplicación y su inversa existen y son continuas, se puede escribir: 55 
{\displaystyle \mathbf {x} ={\boldsymbol {\varphi }}(q^{1},q^{2},q^{3})~;~~q^{i}=\psi ^{i}(\mathbf {x} )=[{\boldsymbol {\varphi }}^{-1}(\mathbf {x} )]^{i}}
Los campos ψi(x) se denominan funciones de coordenadas curvilíneas del sistema de coordenadas curvilíneas ψ(x) = φ−1(x).
Las curvas de coordenadas qi están definidas por la familia de funciones de un parámetro dada por
{\displaystyle \mathbf {x} _{i}(\alpha )={\boldsymbol {\varphi }}(\alpha ,q^{j},q^{k})~,~~i\neq j\neq k}
con qj, qk arreglado.

### Vector tangente para coordenadas curvilíneas
El vector tangente' a la curva xi en el punto xi(α) (o a la curva de coordenadas qi en el punto  'x) es
{\displaystyle {\cfrac {\rm {{d}\mathbf {x} _{i}}}{\rm {{d}\alpha }}}\equiv {\cfrac {\partial \mathbf {x} }{\partial q^{i}}}}

### Gradiente

#### Campo escalar
Sea f(x) un campo escalar en el espacio. Entonces
{\displaystyle f(\mathbf {x} )=f[{\boldsymbol {\varphi }}(q^{1},q^{2},q^{3})]=f_{\varphi }(q^{1},q^{2},q^{3})}
El gradiente del campo f está definido por
{\displaystyle [{\boldsymbol {\nabla }}f(\mathbf {x} )]\cdot \mathbf {c} ={\cfrac {\rm {d}}{\rm {{d}\alpha }}}f(\mathbf {x} +\alpha \mathbf {c} ){\biggr |}_{\alpha =0}}
donde c es un vector constante arbitrario. Si se definen las componentes ci de c, son tales que
{\displaystyle q^{i}+\alpha ~c^{i}=\psi ^{i}(\mathbf {x} +\alpha ~\mathbf {c} )}
entonces
{\displaystyle [{\boldsymbol {\nabla }}f(\mathbf {x} )]\cdot \mathbf {c} ={\cfrac {\rm {d}}{\rm {{d}\alpha }}}f_{\varphi }(q^{1}+\alpha ~c^{1},q^{2}+\alpha ~c^{2},q^{3}+\alpha ~c^{3}){\biggr |}_{\alpha =0}={\cfrac {\partial f_{\varphi }}{\partial q^{i}}}~c^{i}={\cfrac {\partial f}{\partial q^{i}}}~c^{i}}
Si se configura {\displaystyle f(\mathbf {x} )=\psi ^{i}(\mathbf {x} )}, entonces desde {\displaystyle q^{i}=\psi ^{i}(\mathbf {x} )}, se tiene que
{\displaystyle [{\boldsymbol {\nabla }}\psi ^{i}(\mathbf {x} )]\cdot \mathbf {c} ={\cfrac {\partial \psi ^{i}}{\partial q^{j}}}~c^{j}=c^{i}}
que proporciona un medio para extraer las componentes contravariantes de un vector c.
Si bi es la base covariante (o natural) en un punto, y si bi es la base contravariante (o recíproca) en ese punto, entonces
{\displaystyle [{\boldsymbol {\nabla }}f(\mathbf {x} )]\cdot \mathbf {c} ={\cfrac {\partial f}{\partial q^{i}}}~c^{i}=\left({\cfrac {\partial f}{\partial q^{i}}}~\mathbf {b} ^{i}\right)\left(c^{i}~\mathbf {b} _{i}\right)\quad \Rightarrow \quad {\boldsymbol {\nabla }}f(\mathbf {x} )={\cfrac {\partial f}{\partial q^{i}}}~\mathbf {b} ^{i}}
En la siguiente sección se ofrece una breve justificación de esta elección de base.

#### Campo vectorial
Se puede utilizar un proceso similar para llegar al gradiente de un campo vectorial f(x). El gradiente está dado por
{\displaystyle [{\boldsymbol {\nabla }}\mathbf {f} (\mathbf {x} )]\cdot \mathbf {c} ={\cfrac {\partial \mathbf {f} }{\partial q^{i}}}~c^{i}}
Si se considera el gradiente del campo del vector de posición r(x) = x, entonces se puede demostrar que
{\displaystyle \mathbf {c} ={\cfrac {\partial \mathbf {x} }{\partial q^{i}}}~c^{i}=\mathbf {b} _{i}(\mathbf {x} )~c^{i}~;~~\mathbf {b} _{i}(\mathbf {x} ):={\cfrac {\partial \mathbf {x} }{\partial q^{i}}}}
El campo vectorial bi es tangente a la curva de coordenadas qi y forma una base natural en cada punto de la curva. Esta base, como se analizó al principio de este artículo, también se denomina base curvilínea covariante. También se puede definir una base recíproca o una base curvilínea contravariante, bi. Todas las relaciones algebraicas entre los vectores de la base, como se analiza en la sección sobre álgebra tensorial, se aplican a la base natural y su recíproca en cada punto x.
Como c es arbitrario, se puede escribir
{\displaystyle {\boldsymbol {\nabla }}\mathbf {f} (\mathbf {x} )={\cfrac {\partial \mathbf {f} }{\partial q^{i}}}\otimes \mathbf {b} ^{i}}
Téngase en cuenta que el vector de la base contravariante bi es perpendicular a la superficie de la constante ψi y está dado por
{\displaystyle \mathbf {b} ^{i}={\boldsymbol {\nabla }}\psi ^{i}}

#### Símbolos de Christoffel de primera especie
Los símbolos de Christoffel de primera especie se definen como
{\displaystyle \mathbf {b} _{i,j}={\frac {\partial \mathbf {b} _{i}}{\partial q^{j}}}:=\Gamma _{ijk}~\mathbf {b} ^{k}\quad \Rightarrow \quad \mathbf {b} _{i,j}\cdot \mathbf {b} _{l}=\Gamma _{ijl}}
Para expresar Γijk en términos de gij, se observa que
{\displaystyle {\begin{aligned}g_{ij,k}&=(\mathbf {b} _{i}\cdot \mathbf {b} _{j})_{,k}=\mathbf {b} _{i,k}\cdot \mathbf {b} _{j}+\mathbf {b} _{i}\cdot \mathbf {b} _{j,k}=\Gamma _{ikj}+\Gamma _{jki}\\g_{ik,j}&=(\mathbf {b} _{i}\cdot \mathbf {b} _{k})_{,j}=\mathbf {b} _{i,j}\cdot \mathbf {b} _{k}+\mathbf {b} _{i}\cdot \mathbf {b} _{k,j}=\Gamma _{ijk}+\Gamma _{kji}\\g_{jk,i}&=(\mathbf {b} _{j}\cdot \mathbf {b} _{k})_{,i}=\mathbf {b} _{j,i}\cdot \mathbf {b} _{k}+\mathbf {b} _{j}\cdot \mathbf {b} _{k,i}=\Gamma _{jik}+\Gamma _{kij}\end{aligned}}}
Dado que bi,j = bj,i se tiene que Γijk = Γjik. Usarlos para reorganizar las relaciones anteriores permite obtener
{\displaystyle \Gamma _{ijk}={\frac {1}{2}}(g_{ik,j}+g_{jk,i}-g_{ij,k})={\frac {1}{2}}[(\mathbf {b} _{i}\cdot \mathbf {b} _{k})_{,j}+(\mathbf {b} _{j}\cdot \mathbf {b} _{k})_{,i}-(\mathbf {b} _{i}\cdot \mathbf {b} _{j})_{,k}]}

#### Símbolos de Christoffel de segunda especie
Los símbolos de Christoffel de segunda especie se definen como
{\displaystyle \Gamma _{ij}^{k}=\Gamma _{ji}^{k}}
en donde
{\displaystyle {\cfrac {\partial \mathbf {b} _{i}}{\partial q^{j}}}=\Gamma _{ij}^{k}~\mathbf {b} _{k}}
Esto implica que
{\displaystyle \Gamma _{ij}^{k}={\cfrac {\partial \mathbf {b} _{i}}{\partial q^{j}}}\cdot \mathbf {b} ^{k}=-\mathbf {b} _{i}\cdot {\cfrac {\partial \mathbf {b} ^{k}}{\partial q^{j}}}}
Otras relaciones que se siguen son
{\displaystyle {\cfrac {\partial \mathbf {b} ^{i}}{\partial q^{j}}}=-\Gamma _{jk}^{i}~\mathbf {b} ^{k}~;~~{\boldsymbol {\nabla }}\mathbf {b} _{i}=\Gamma _{ij}^{k}~\mathbf {b} _{k}\otimes \mathbf {b} ^{j}~;~~{\boldsymbol {\nabla }}\mathbf {b} ^{i}=-\Gamma _{jk}^{i}~\mathbf {b} ^{k}\otimes \mathbf {b} ^{j}}
Otra relación particularmente útil, que muestra que el símbolo de Christoffel depende solo del tensor métrico y de sus derivadas, es
{\displaystyle \Gamma _{ij}^{k}={\frac {g^{km}}{2}}\left({\frac {\partial g_{mi}}{\partial q^{j}}}+{\frac {\partial g_{mj}}{\partial q^{i}}}-{\frac {\partial g_{ij}}{\partial q^{m}}}\right)}

#### Expresión explícita para el gradiente de un campo vectorial
Las siguientes expresiones para el gradiente de un campo vectorial en coordenadas curvilíneas son bastante útiles.
{\displaystyle {\begin{aligned}{\boldsymbol {\nabla }}\mathbf {v} &=\left[{\cfrac {\partial v^{i}}{\partial q^{k}}}+\Gamma _{lk}^{i}~v^{l}\right]~\mathbf {b} _{i}\otimes \mathbf {b} ^{k}\\[8pt]&=\left[{\cfrac {\partial v_{i}}{\partial q^{k}}}-\Gamma _{ki}^{l}~v_{l}\right]~\mathbf {b} ^{i}\otimes \mathbf {b} ^{k}\end{aligned}}}

#### Representación de un campo vectorial físico
El campo vectorial v se puede representar como
{\displaystyle \mathbf {v} =v_{i}~\mathbf {b} ^{i}={\hat {v}}_{i}~{\hat {\mathbf {b} }}^{i}}
donde {\displaystyle v_{i}} son las componentes covariantes del campo, {\displaystyle {\hat {v}}_{i}} son las componentes físicas y (sin adición)
{\displaystyle {\hat {\mathbf {b} }}^{i}={\cfrac {\mathbf {b} ^{i}}{\sqrt {g^{ii}}}}}
son los vectores de la base contravariante normalizados.

### Campo tensorial de segundo orden
El gradiente de un campo tensorial de segundo orden se puede expresar de manera similar como
{\displaystyle {\boldsymbol {\nabla }}{\boldsymbol {S}}={\frac {\partial {\boldsymbol {S}}}{\partial q^{i}}}\otimes \mathbf {b} ^{i}}

#### Expresiones explícitas para el gradiente
Si se considera la expresión del tensor en términos de una base contravariante, entonces
{\displaystyle {\boldsymbol {\nabla }}{\boldsymbol {S}}={\frac {\partial }{\partial q^{k}}}[S_{ij}~\mathbf {b} ^{i}\otimes \mathbf {b} ^{j}]\otimes \mathbf {b} ^{k}=\left[{\frac {\partial S_{ij}}{\partial q^{k}}}-\Gamma _{ki}^{l}~S_{lj}-\Gamma _{kj}^{l}~S_{il}\right]~\mathbf {b} ^{i}\otimes \mathbf {b} ^{j}\otimes \mathbf {b} ^{k}}
También se puede escribir
{\displaystyle {\begin{aligned}{\boldsymbol {\nabla }}{\boldsymbol {S}}&=\left[{\cfrac {\partial S^{ij}}{\partial q^{k}}}+\Gamma _{kl}^{i}~S^{lj}+\Gamma _{kl}^{j}~S^{il}\right]~\mathbf {b} _{i}\otimes \mathbf {b} _{j}\otimes \mathbf {b} ^{k}\\[8pt]&=\left[{\cfrac {\partial S_{~j}^{i}}{\partial q^{k}}}+\Gamma _{kl}^{i}~S_{~j}^{l}-\Gamma _{kj}^{l}~S_{~l}^{i}\right]~\mathbf {b} _{i}\otimes \mathbf {b} ^{j}\otimes \mathbf {b} ^{k}\\[8pt]&=\left[{\cfrac {\partial S_{i}^{~j}}{\partial q^{k}}}-\Gamma _{ik}^{l}~S_{l}^{~j}+\Gamma _{kl}^{j}~S_{i}^{~l}\right]~\mathbf {b} ^{i}\otimes \mathbf {b} _{j}\otimes \mathbf {b} ^{k}\end{aligned}}}

#### Representación de un campo tensorial físico de segundo orden
Las componentes físicas de un campo tensorial de segundo orden se pueden obtener utilizando una base contravariante normalizada, es decir,
{\displaystyle {\boldsymbol {S}}=S_{ij}~\mathbf {b} ^{i}\otimes \mathbf {b} ^{j}={\hat {S}}_{ij}~{\hat {\mathbf {b} }}^{i}\otimes {\hat {\mathbf {b} }}^{j}}
donde los vectores de la base con guion superior se han normalizado. Esto implica que (nuevamente sin suma)
{\displaystyle {\hat {S}}_{ij}=S_{ij}~{\sqrt {g^{ii}~g^{jj}}}}

### Divergencia

#### Campo vectorial
La divergencia de un campo vectorial ({\displaystyle \mathbf {v} }) se define como
{\displaystyle \operatorname {div} ~\mathbf {v} ={\boldsymbol {\nabla }}\cdot \mathbf {v} ={\text{tr}}({\boldsymbol {\nabla }}\mathbf {v} )}
En términos de componentes con respecto a una base curvilínea
{\displaystyle {\boldsymbol {\nabla }}\cdot \mathbf {v} ={\cfrac {\partial v^{i}}{\partial q^{i}}}+\Gamma _{\ell i}^{i}~v^{\ell }=\left[{\cfrac {\partial v_{i}}{\partial q^{j}}}-\Gamma _{ji}^{\ell }~v_{\ell }\right]~g^{ij}}
Con frecuencia se utiliza una ecuación alternativa para la divergencia de un campo vectorial. Para deducir esta relación se debe recordar que
{\displaystyle {\boldsymbol {\nabla }}\cdot \mathbf {v} ={\frac {\partial v^{i}}{\partial q^{i}}}+\Gamma _{\ell i}^{i}~v^{\ell }}
Ahora,
{\displaystyle \Gamma _{\ell i}^{i}=\Gamma _{i\ell }^{i}={\cfrac {g^{mi}}{2}}\left[{\frac {\partial g_{im}}{\partial q^{\ell }}}+{\frac {\partial g_{\ell m}}{\partial q^{i}}}-{\frac {\partial g_{il}}{\partial q^{m}}}\right]}
Observando que, debido a la simetría de {\displaystyle {\boldsymbol {g}}},
{\displaystyle g^{mi}~{\frac {\partial g_{\ell m}}{\partial q^{i}}}=g^{mi}~{\frac {\partial g_{i\ell }}{\partial q^{m}}}}
se tiene que
{\displaystyle {\boldsymbol {\nabla }}\cdot \mathbf {v} ={\frac {\partial v^{i}}{\partial q^{i}}}+{\cfrac {g^{mi}}{2}}~{\frac {\partial g_{im}}{\partial q^{\ell }}}~v^{\ell }}
Recuérdese que si [gij] es la matriz cuyos componentes son gij, entonces la inversa de la matriz es {\displaystyle [g_{ij}]^{-1}=[g^{ij}]}. La inversa de la matriz está dada por
{\displaystyle [g^{ij}]=[g_{ij}]^{-1}={\cfrac {A^{ij}}{g}}~;~~g:=\det([g_{ij}])=\det {\boldsymbol {g}}}
donde Aij son los menores de las componentes gij. Del álgebra matricial, se tiene que
{\displaystyle g=\det([g_{ij}])=\sum _{i}g_{ij}~A^{ij}\quad \Rightarrow \quad {\frac {\partial g}{\partial g_{ij}}}=A^{ij}}
Por eso,
{\displaystyle [g^{ij}]={\cfrac {1}{g}}~{\frac {\partial g}{\partial g_{ij}}}}
Introduciendo esta relación en la expresión de la divergencia se obtiene
{\displaystyle {\boldsymbol {\nabla }}\cdot \mathbf {v} ={\frac {\partial v^{i}}{\partial q^{i}}}+{\cfrac {1}{2g}}~{\frac {\partial g}{\partial g_{mi}}}~{\frac {\partial g_{im}}{\partial q^{\ell }}}~v^{\ell }={\frac {\partial v^{i}}{\partial q^{i}}}+{\cfrac {1}{2g}}~{\frac {\partial g}{\partial q^{\ell }}}~v^{\ell }}
Una pequeña agrupación de los términos conduce a una forma más compacta
{\displaystyle {\boldsymbol {\nabla }}\cdot \mathbf {v} ={\cfrac {1}{\sqrt {g}}}~{\frac {\partial }{\partial q^{i}}}(v^{i}~{\sqrt {g}})}

#### Campo tensorial de segundo orden
La divergencia de un campo tensorial de segundo orden se define usando
{\displaystyle ({\boldsymbol {\nabla }}\cdot {\boldsymbol {S}})\cdot \mathbf {a} ={\boldsymbol {\nabla }}\cdot ({\boldsymbol {S}}\mathbf {a} )}
donde a es un vector constante arbitrario.
En coordenadas curvilíneas,
{\displaystyle {\begin{aligned}{\boldsymbol {\nabla }}\cdot {\boldsymbol {S}}&=\left[{\cfrac {\partial S_{ij}}{\partial q^{k}}}-\Gamma _{ki}^{l}~S_{lj}-\Gamma _{kj}^{l}~S_{il}\right]~g^{ik}~\mathbf {b} ^{j}\\[8pt]&=\left[{\cfrac {\partial S^{ij}}{\partial q^{i}}}+\Gamma _{il}^{i}~S^{lj}+\Gamma _{il}^{j}~S^{il}\right]~\mathbf {b} _{j}\\[8pt]&=\left[{\cfrac {\partial S_{~j}^{i}}{\partial q^{i}}}+\Gamma _{il}^{i}~S_{~j}^{l}-\Gamma _{ij}^{l}~S_{~l}^{i}\right]~\mathbf {b} ^{j}\\[8pt]&=\left[{\cfrac {\partial S_{i}^{~j}}{\partial q^{k}}}-\Gamma _{ik}^{l}~S_{l}^{~j}+\Gamma _{kl}^{j}~S_{i}^{~l}\right]~g^{ik}~\mathbf {b} _{j}\end{aligned}}}

### Laplaciano

#### Campo escalar
El laplaciano de un campo escalar φ(x) se define como
{\displaystyle \nabla ^{2}\varphi :={\boldsymbol {\nabla }}\cdot ({\boldsymbol {\nabla }}\varphi )}
Usar la expresión alternativa para la divergencia de un campo vectorial permite obtener
{\displaystyle \nabla ^{2}\varphi ={\cfrac {1}{\sqrt {g}}}~{\frac {\partial }{\partial q^{i}}}([{\boldsymbol {\nabla }}\varphi ]^{i}~{\sqrt {g}})}
Y ahora
{\displaystyle {\boldsymbol {\nabla }}\varphi ={\frac {\partial \varphi }{\partial q^{l}}}~\mathbf {b} ^{l}=g^{li}~{\frac {\partial \varphi }{\partial q^{l}}}~\mathbf {b} _{i}\quad \Rightarrow \quad [{\boldsymbol {\nabla }}\varphi ]^{i}=g^{li}~{\frac {\partial \varphi }{\partial q^{l}}}}
Por lo tanto,
{\displaystyle \nabla ^{2}\varphi ={\cfrac {1}{\sqrt {g}}}~{\frac {\partial }{\partial q^{i}}}\left(g^{li}~{\frac {\partial \varphi }{\partial q^{l}}}~{\sqrt {g}}\right)}

### Rotacional de un campo vectorial
El rotacional de un campo vectorial v' en coordenadas curvilíneas covariantes se puede escribir como
{\displaystyle {\boldsymbol {\nabla }}\times \mathbf {v} ={\mathcal {E}}^{rst}v_{s|r}~\mathbf {b} _{t}}
donde
{\displaystyle v_{s|r}=v_{s,r}-\Gamma _{sr}^{i}~v_{i}}

## Coordenadas curvilíneas ortogonales
Supóngase, para los propósitos de esta sección, que el sistema de coordenadas curvilíneo es ortogonal, es decir,
{\displaystyle \mathbf {b} _{i}\cdot \mathbf {b} _{j}={\begin{cases}g_{ii}&{\text{if }}i=j\\0&{\text{if }}i\neq j,\end{cases}}}
o equivalentemente,
{\displaystyle \mathbf {b} ^{i}\cdot \mathbf {b} ^{j}={\begin{cases}g^{ii}&{\text{if }}i=j\\0&{\text{if }}i\neq j,\end{cases}}}
donde {\displaystyle g^{ii}=g_{ii}^{-1}}. Como antes, {\displaystyle \mathbf {b} _{i},\mathbf {b} _{j}} son los vectores de la base covariantes y bi, b'j son los vectores de la base contravariantes. Además, haciendo que ('e1, e2, e3) sea una base cartesiana fija y de referencia. A continuación se proporciona una lista de coordenadas curvilíneas ortogonales.

### Tensor métrico en coordenadas curvilíneas ortogonales
Sea r(x) la posición del punto x con respecto al origen del sistema de coordenadas. La notación se puede simplificar observando que x = r(x). En cada punto se puede construir un pequeño elemento lineal dx. El cuadrado de la longitud del elemento lineal es el producto escalar dx • dx y se llama métrica del espacio. Recuérdese que se supone que el espacio de referencia es euclídeo cuando se habla de coordenadas curvilíneas. Ahora, se expresa el vector de posición en términos de la base cartesiana fija de fondo, es decir,
{\displaystyle \mathbf {x} =\sum _{i=1}^{3}x_{i}~\mathbf {e} _{i}}
Usando la regla de la cadena, se puede entonces expresar dx en términos de coordenadas curvilíneas ortogonales tridimensionales (q1, q2, q3) como
{\displaystyle \mathrm {d} \mathbf {x} =\sum _{i=1}^{3}\sum _{j=1}^{3}\left({\cfrac {\partial x_{i}}{\partial q^{j}}}~\mathbf {e} _{i}\right)\mathrm {d} q^{j}}
Por lo tanto, la métrica viene dada por
{\displaystyle \mathrm {d} \mathbf {x} \cdot \mathrm {d} \mathbf {x} =\sum _{i=1}^{3}\sum _{j=1}^{3}\sum _{k=1}^{3}{\cfrac {\partial x_{i}}{\partial q^{j}}}~{\cfrac {\partial x_{i}}{\partial q^{k}}}~\mathrm {d} q^{j}~\mathrm {d} q^{k}}
La cantidad simétrica
{\displaystyle g_{ij}(q^{i},q^{j})=\sum _{k=1}^{3}{\cfrac {\partial x_{k}}{\partial q^{i}}}~{\cfrac {\partial x_{k}}{\partial q^{j}}}=\mathbf {b} _{i}\cdot \mathbf {b} _{j}}
se llama tensor fundamental (o métrico) del espacio euclídeo en coordenadas curvilíneas.
Téngase en cuenta también que
{\displaystyle g_{ij}={\cfrac {\partial \mathbf {x} }{\partial q^{i}}}\cdot {\cfrac {\partial \mathbf {x} }{\partial q^{j}}}=\left(\sum _{k}h_{ki}~\mathbf {e} _{k}\right)\cdot \left(\sum _{m}h_{mj}~\mathbf {e} _{m}\right)=\sum _{k}h_{ki}~h_{kj}}
donde hij son los coeficientes de Lamé.
Si se definen los factores de escala, hi, usando
{\displaystyle \mathbf {b} _{i}\cdot \mathbf {b} _{i}=g_{ii}=\sum _{k}h_{ki}^{2}=:h_{i}^{2}\quad \Rightarrow \quad \left|{\cfrac {\partial \mathbf {x} }{\partial q^{i}}}\right|=\left|\mathbf {b} _{i}\right|={\sqrt {g_{ii}}}=h_{i}}
se obtiene una relación entre el tensor fundamental y los coeficientes de Lamé.

#### Ejemplo: coordenadas polares
Si se consideran las coordenadas polares para R2, se debe tener en cuenta que
{\displaystyle (x,y)=(r\cos \theta ,r\sin \theta )}
(r, θ) son las coordenadas curvilíneas, y el determinante jacobiano de la transformación (r,θ) → (r cos θ, r sin θ) es r .
Los vectores de la base ortogonal son br = (cos θ, sin θ), bθ = (−r sin θ, r cos θ). Los vectores de base normalizados son er = (cos θ, sin θ), eθ = (−sin θ, cos θ) y los factores de escala son hr = 1 y hθ= r. El tensor fundamental es g11 =1, g22 =r2, g12 = g21 = 0.

### Integrales de línea y superficie
Si se desea utilizar coordenadas curvilíneas para los cálculos con vectores, es necesario realizar ajustes para abordar las integrales de línea, de superficie y de volumen. Para simplificar, se restringe nuevamente la discusión a tres dimensiones y coordenadas curvilíneas ortogonales. Sin embargo, los mismos argumentos se aplican a problemas {\displaystyle n} dimensionales, aunque hay algunos términos adicionales en las expresiones cuando el sistema de coordenadas no es ortogonal.

#### Integrales de línea
Normalmente, en el cálculo de integrales lineales interesa determinar
{\displaystyle \int _{C}f\,ds=\int _{a}^{b}f(\mathbf {x} (t))\left|{\partial \mathbf {x}  \over \partial t}\right|\;dt}
donde x(t) parametriza C en coordenadas cartesianas. En coordenadas curvilíneas, el término
{\displaystyle \left|{\partial \mathbf {x}  \over \partial t}\right|=\left|\sum _{i=1}^{3}{\partial \mathbf {x}  \over \partial q^{i}}{\partial q^{i} \over \partial t}\right|}
por la regla de la cadena y la definición de los coeficientes de Lamé,
{\displaystyle {\partial \mathbf {x}  \over \partial q^{i}}=\sum _{k}h_{ki}~\mathbf {e} _{k}}
y por lo tanto
{\displaystyle {\begin{aligned}\left|{\partial \mathbf {x}  \over \partial t}\right|&=\left|\sum _{k}\left(\sum _{i}h_{ki}~{\cfrac {\partial q^{i}}{\partial t}}\right)\mathbf {e} _{k}\right|\\[8pt]&={\sqrt {\sum _{i}\sum _{j}\sum _{k}h_{ki}~h_{kj}{\cfrac {\partial q^{i}}{\partial t}}{\cfrac {\partial q^{j}}{\partial t}}}}={\sqrt {\sum _{i}\sum _{j}g_{ij}~{\cfrac {\partial q^{i}}{\partial t}}{\cfrac {\partial q^{j}}{\partial t}}}}\end{aligned}}}
Ahora, dado que {\displaystyle g_{ij}=0} cuando {\displaystyle i\neq j}, se tiene que
{\displaystyle \left|{\partial \mathbf {x}  \over \partial t}\right|={\sqrt {\sum _{i}g_{ii}~\left({\cfrac {\partial q^{i}}{\partial t}}\right)^{2}}}={\sqrt {\sum _{i}h_{i}^{2}~\left({\cfrac {\partial q^{i}}{\partial t}}\right)^{2}}}}
y se puede proceder normalmente.

#### Integrales de superficie
Asimismo, si interesa determinar una integral de superficie, el cálculo relevante, con la parametrización de la superficie en coordenadas cartesianas es:
{\displaystyle \int _{S}f\,dS=\iint _{T}f(\mathbf {x} (s,t))\left|{\partial \mathbf {x}  \over \partial s}\times {\partial \mathbf {x}  \over \partial t}\right|\,ds\,dt}
Nuevamente, en coordenadas curvilíneas, se tiene que
{\displaystyle \left|{\partial \mathbf {x}  \over \partial s}\times {\partial \mathbf {x}  \over \partial t}\right|=\left|\left(\sum _{i}{\partial \mathbf {x}  \over \partial q^{i}}{\partial q^{i} \over \partial s}\right)\times \left(\sum _{j}{\partial \mathbf {x}  \over \partial q^{j}}{\partial q^{j} \over \partial t}\right)\right|}
y se hace uso de la definición de coordenadas curvilíneas nuevamente para obtener
{\displaystyle {\partial \mathbf {x}  \over \partial q^{i}}{\partial q^{i} \over \partial s}=\sum _{k}\left(\sum _{i=1}^{3}h_{ki}~{\partial q^{i} \over \partial s}\right)\mathbf {e} _{k}~;~~{\partial \mathbf {x}  \over \partial q^{j}}{\partial q^{j} \over \partial t}=\sum _{m}\left(\sum _{j=1}^{3}h_{mj}~{\partial q^{j} \over \partial t}\right)\mathbf {e} _{m}}
Por lo tanto,
{\displaystyle {\begin{aligned}\left|{\partial \mathbf {x}  \over \partial s}\times {\partial \mathbf {x}  \over \partial t}\right|&=\left|\sum _{k}\sum _{m}\left(\sum _{i=1}^{3}h_{ki}~{\partial q^{i} \over \partial s}\right)\left(\sum _{j=1}^{3}h_{mj}~{\partial q^{j} \over \partial t}\right)\mathbf {e} _{k}\times \mathbf {e} _{m}\right|\\[8pt]&=\left|\sum _{p}\sum _{k}\sum _{m}{\mathcal {E}}_{kmp}\left(\sum _{i=1}^{3}h_{ki}~{\partial q^{i} \over \partial s}\right)\left(\sum _{j=1}^{3}h_{mj}~{\partial q^{j} \over \partial t}\right)\mathbf {e} _{p}\right|\end{aligned}}}
donde {\displaystyle {\mathcal {E}}} es el símbolo de Levi-Civita.
En forma de determinante, el producto vectorial en términos de coordenadas curvilíneas será:
{\displaystyle {\begin{vmatrix}\mathbf {e} _{1}&\mathbf {e} _{2}&\mathbf {e} _{3}\\&&\\\sum _{i}h_{1i}{\partial q^{i} \over \partial s}&\sum _{i}h_{2i}{\partial q^{i} \over \partial s}&\sum _{i}h_{3i}{\partial q^{i} \over \partial s}\\&&\\\sum _{j}h_{1j}{\partial q^{j} \over \partial t}&\sum _{j}h_{2j}{\partial q^{j} \over \partial t}&\sum _{j}h_{3j}{\partial q^{j} \over \partial t}\end{vmatrix}}}

### Gradiente, rotacional, divergencia y laplaciano
En coordenadas curvilíneas ortogonales en 3 dimensiones, donde
{\displaystyle \mathbf {b} ^{i}=\sum _{k}g^{ik}~\mathbf {b} _{k}~;~~g^{ii}={\cfrac {1}{g_{ii}}}={\cfrac {1}{h_{i}^{2}}}}
se puede expresar el gradiente de un escalar o campo vectorial como
{\displaystyle \nabla \varphi =\sum _{i}{\partial \varphi  \over \partial q^{i}}~\mathbf {b} ^{i}=\sum _{i}\sum _{j}{\partial \varphi  \over \partial q^{i}}~g^{ij}~\mathbf {b} _{j}=\sum _{i}{\cfrac {1}{h_{i}^{2}}}~{\partial f \over \partial q^{i}}~\mathbf {b} _{i}~;~~\nabla \mathbf {v} =\sum _{i}{\cfrac {1}{h_{i}^{2}}}~{\partial \mathbf {v}  \over \partial q^{i}}\otimes \mathbf {b} _{i}}
Para una base ortogonal
{\displaystyle g=g_{11}~g_{22}~g_{33}=h_{1}^{2}~h_{2}^{2}~h_{3}^{2}\quad \Rightarrow \quad {\sqrt {g}}=h_{1}h_{2}h_{3}}
La divergencia de un campo vectorial se puede escribir como
{\displaystyle {\boldsymbol {\nabla }}\cdot \mathbf {v} ={\cfrac {1}{h_{1}h_{2}h_{3}}}~{\frac {\partial }{\partial q^{i}}}(h_{1}h_{2}h_{3}~v^{i})}
Y también,
{\displaystyle v^{i}=g^{ik}~v_{k}\quad \Rightarrow v^{1}=g^{11}~v_{1}={\cfrac {v_{1}}{h_{1}^{2}}}~;~~v^{2}=g^{22}~v_{2}={\cfrac {v_{2}}{h_{2}^{2}}}~;~~v^{3}=g^{33}~v_{3}={\cfrac {v_{3}}{h_{3}^{2}}}}
Por lo tanto,
{\displaystyle {\boldsymbol {\nabla }}\cdot \mathbf {v} ={\cfrac {1}{h_{1}h_{2}h_{3}}}~\sum _{i}{\frac {\partial }{\partial q^{i}}}\left({\cfrac {h_{1}h_{2}h_{3}}{h_{i}^{2}}}~v_{i}\right)}
Se puede obtener una expresión para el laplaciano de manera similar observando que
{\displaystyle g^{li}~{\frac {\partial \varphi }{\partial q^{l}}}=\left\{g^{11}~{\frac {\partial \varphi }{\partial q^{1}}},g^{22}~{\frac {\partial \varphi }{\partial q^{2}}},g^{33}~{\frac {\partial \varphi }{\partial q^{3}}}\right\}=\left\{{\cfrac {1}{h_{1}^{2}}}~{\frac {\partial \varphi }{\partial q^{1}}},{\cfrac {1}{h_{2}^{2}}}~{\frac {\partial \varphi }{\partial q^{2}}},{\cfrac {1}{h_{3}^{2}}}~{\frac {\partial \varphi }{\partial q^{3}}}\right\}}
Entonces, se tiene que
{\displaystyle \nabla ^{2}\varphi ={\cfrac {1}{h_{1}h_{2}h_{3}}}~\sum _{i}{\frac {\partial }{\partial q^{i}}}\left({\cfrac {h_{1}h_{2}h_{3}}{h_{i}^{2}}}~{\frac {\partial \varphi }{\partial q^{i}}}\right)}
Las expresiones para el gradiente, la divergencia y el laplaciano se pueden extender directamente a n dimensiones.
El rotacional de un campo vectorial viene dado por
{\displaystyle \nabla \times \mathbf {v} ={\frac {1}{h_{1}h_{2}h_{3}}}\sum _{i=1}^{n}\mathbf {e} _{i}\sum _{jk}\varepsilon _{ijk}h_{i}{\frac {\partial (h_{k}v_{k})}{\partial q^{j}}}}
donde εijk es el símbolo de Levi-Civita.

## Ejemplo: coordenadas polares cilíndricas
Para las coordenadas cilíndricas se tiene que
{\displaystyle (x_{1},x_{2},x_{3})=\mathbf {x} ={\boldsymbol {\varphi }}(q^{1},q^{2},q^{3})={\boldsymbol {\varphi }}(r,\theta ,z)=\{r\cos \theta ,r\sin \theta ,z\}}
y
{\displaystyle \{\psi ^{1}(\mathbf {x} ),\psi ^{2}(\mathbf {x} ),\psi ^{3}(\mathbf {x} )\}=(q^{1},q^{2},q^{3})\equiv (r,\theta ,z)=\{{\sqrt {x_{1}^{2}+x_{2}^{2}}},\tan ^{-1}(x_{2}/x_{1}),x_{3}\}}
donde
{\displaystyle 0<r<\infty ~,~~0<\theta <2\pi ~,~~-\infty <z<\infty }
Entonces, los vectores de las bases covariante y contravariante son
{\displaystyle {\begin{aligned}\mathbf {b} _{1}&=\mathbf {e} _{r}=\mathbf {b} ^{1}\\\mathbf {b} _{2}&=r~\mathbf {e} _{\theta }=r^{2}~\mathbf {b} ^{2}\\\mathbf {b} _{3}&=\mathbf {e} _{z}=\mathbf {b} ^{3}\end{aligned}}}
donde {\displaystyle \mathbf {e} _{r},\mathbf {e} _{\theta },\mathbf {e} _{z}} son los vectores unitarios en las direcciones {\displaystyle r,\theta ,z}.
Téngase en cuenta que las componentes del tensor métrico son tales que
{\displaystyle g^{ij}=g_{ij}=0(i\neq j)~;~~{\sqrt {g^{11}}}=1,~{\sqrt {g^{22}}}={\cfrac {1}{r}},~{\sqrt {g^{33}}}=1}
lo que demuestra que la base es ortogonal.
Las componentes distintas de cero del símbolo de Christoffel de segunda especie son
{\displaystyle \Gamma _{12}^{2}=\Gamma _{21}^{2}={\cfrac {1}{r}}~;~~\Gamma _{22}^{1}=-r}

### Representación de un campo vectorial físico
Los vectores de la base contravariante normalizados en coordenadas polares cilíndricas son
{\displaystyle {\hat {\mathbf {b} }}^{1}=\mathbf {e} _{r}~;~~{\hat {\mathbf {b} }}^{2}=\mathbf {e} _{\theta }~;~~{\hat {\mathbf {b} }}^{3}=\mathbf {e} _{z}}
y las componentes físicas de un vector v son
{\displaystyle ({\hat {v}}_{1},{\hat {v}}_{2},{\hat {v}}_{3})=(v_{1},v_{2}/r,v_{3})=:(v_{r},v_{\theta },v_{z})}

### Gradiente de un campo escalar
El gradiente de un campo escalar, f(x), en coordenadas cilíndricas ahora se puede calcular a partir de la expresión general en coordenadas curvilíneas, y tiene la forma
{\displaystyle {\boldsymbol {\nabla }}f={\cfrac {\partial f}{\partial r}}~\mathbf {e} _{r}+{\cfrac {1}{r}}~{\cfrac {\partial f}{\partial \theta }}~\mathbf {e} _{\theta }+{\cfrac {\partial f}{\partial z}}~\mathbf {e} _{z}}

### Gradiente de un campo vectorial
De manera similar, se puede demostrar que el gradiente de un campo vectorial, v(x), en coordenadas cilíndricas es
{\displaystyle {\begin{aligned}{\boldsymbol {\nabla }}\mathbf {v} &={\cfrac {\partial v_{r}}{\partial r}}~\mathbf {e} _{r}\otimes \mathbf {e} _{r}+{\cfrac {1}{r}}\left({\cfrac {\partial v_{r}}{\partial \theta }}-v_{\theta }\right)~\mathbf {e} _{r}\otimes \mathbf {e} _{\theta }+{\cfrac {\partial v_{r}}{\partial z}}~\mathbf {e} _{r}\otimes \mathbf {e} _{z}\\[8pt]&+{\cfrac {\partial v_{\theta }}{\partial r}}~\mathbf {e} _{\theta }\otimes \mathbf {e} _{r}+{\cfrac {1}{r}}\left({\cfrac {\partial v_{\theta }}{\partial \theta }}+v_{r}\right)~\mathbf {e} _{\theta }\otimes \mathbf {e} _{\theta }+{\cfrac {\partial v_{\theta }}{\partial z}}~\mathbf {e} _{\theta }\otimes \mathbf {e} _{z}\\[8pt]&+{\cfrac {\partial v_{z}}{\partial r}}~\mathbf {e} _{z}\otimes \mathbf {e} _{r}+{\cfrac {1}{r}}{\cfrac {\partial v_{z}}{\partial \theta }}~\mathbf {e} _{z}\otimes \mathbf {e} _{\theta }+{\cfrac {\partial v_{z}}{\partial z}}~\mathbf {e} _{z}\otimes \mathbf {e} _{z}\end{aligned}}}

### Divergencia de un campo vectorial
Usando la ecuación para la divergencia de un campo vectorial en coordenadas curvilíneas, se puede demostrar que la divergencia en coordenadas cilíndricas es
{\displaystyle {\begin{aligned}{\boldsymbol {\nabla }}\cdot \mathbf {v} &={\cfrac {\partial v_{r}}{\partial r}}+{\cfrac {1}{r}}\left({\cfrac {\partial v_{\theta }}{\partial \theta }}+v_{r}\right)+{\cfrac {\partial v_{z}}{\partial z}}\end{aligned}}}

### Laplaciano de un campo escalar
El laplaciano se calcula más fácilmente teniendo en cuenta que {\displaystyle {\boldsymbol {\nabla }}^{2}f={\boldsymbol {\nabla }}\cdot {\boldsymbol {\nabla }}f}. En coordenadas polares cilíndricas
{\displaystyle \mathbf {v} ={\boldsymbol {\nabla }}f=\left[v_{r}~~v_{\theta }~~v_{z}\right]=\left[{\cfrac {\partial f}{\partial r}}~~{\cfrac {1}{r}}{\cfrac {\partial f}{\partial \theta }}~~{\cfrac {\partial f}{\partial z}}\right]}
Por eso,
{\displaystyle {\boldsymbol {\nabla }}\cdot \mathbf {v} ={\boldsymbol {\nabla }}^{2}f={\cfrac {\partial ^{2}f}{\partial r^{2}}}+{\cfrac {1}{r}}\left({\cfrac {1}{r}}{\cfrac {\partial ^{2}f}{\partial \theta ^{2}}}+{\cfrac {\partial f}{\partial r}}\right)+{\cfrac {\partial ^{2}f}{\partial z^{2}}}={\cfrac {1}{r}}\left[{\cfrac {\partial }{\partial r}}\left(r{\cfrac {\partial f}{\partial r}}\right)\right]+{\cfrac {1}{r^{2}}}{\cfrac {\partial ^{2}f}{\partial \theta ^{2}}}+{\cfrac {\partial ^{2}f}{\partial z^{2}}}}

### Representación un campo tensorial físico de segundo orden
Las componentes físicas de un campo tensorial de segundo orden son los que se obtienen cuando el tensor se expresa en términos de una base contravariante normalizada. En coordenadas polares cilíndricas estas componentes son:
{\displaystyle {\begin{aligned}{\hat {S}}_{11}&=S_{11}=:S_{rr},&{\hat {S}}_{12}&={\frac {S_{12}}{r}}=:S_{r\theta },&{\hat {S}}_{13}&=S_{13}=:S_{rz}\\[6pt]{\hat {S}}_{21}&={\frac {S_{21}}{r}}=:S_{\theta r},&{\hat {S}}_{22}&={\frac {S_{22}}{r^{2}}}=:S_{\theta \theta },&{\hat {S}}_{23}&={\frac {S_{23}}{r}}=:S_{\theta z}\\[6pt]{\hat {S}}_{31}&=S_{31}=:S_{zr},&{\hat {S}}_{32}&={\frac {S_{32}}{r}}=:S_{z\theta },&{\hat {S}}_{33}&=S_{33}=:S_{zz}\end{aligned}}}

### Gradiente de un campo tensorial de segundo orden
Usando las definiciones anteriores es posible demostrar que el gradiente de un campo tensorial de segundo orden en coordenadas polares cilíndricas se puede expresar como
{\displaystyle {\begin{aligned}{\boldsymbol {\nabla }}{\boldsymbol {S}}&={\frac {\partial S_{rr}}{\partial r}}~\mathbf {e} _{r}\otimes \mathbf {e} _{r}\otimes \mathbf {e} _{r}+{\cfrac {1}{r}}\left[{\frac {\partial S_{rr}}{\partial \theta }}-(S_{\theta r}+S_{r\theta })\right]~\mathbf {e} _{r}\otimes \mathbf {e} _{r}\otimes \mathbf {e} _{\theta }+{\frac {\partial S_{rr}}{\partial z}}~\mathbf {e} _{r}\otimes \mathbf {e} _{r}\otimes \mathbf {e} _{z}\\[8pt]&+{\frac {\partial S_{r\theta }}{\partial r}}~\mathbf {e} _{r}\otimes \mathbf {e} _{\theta }\otimes \mathbf {e} _{r}+{\cfrac {1}{r}}\left[{\frac {\partial S_{r\theta }}{\partial \theta }}+(S_{rr}-S_{\theta \theta })\right]~\mathbf {e} _{r}\otimes \mathbf {e} _{\theta }\otimes \mathbf {e} _{\theta }+{\frac {\partial S_{r\theta }}{\partial z}}~\mathbf {e} _{r}\otimes \mathbf {e} _{\theta }\otimes \mathbf {e} _{z}\\[8pt]&+{\frac {\partial S_{rz}}{\partial r}}~\mathbf {e} _{r}\otimes \mathbf {e} _{z}\otimes \mathbf {e} _{r}+{\cfrac {1}{r}}\left[{\frac {\partial S_{rz}}{\partial \theta }}-S_{\theta z}\right]~\mathbf {e} _{r}\otimes \mathbf {e} _{z}\otimes \mathbf {e} _{\theta }+{\frac {\partial S_{rz}}{\partial z}}~\mathbf {e} _{r}\otimes \mathbf {e} _{z}\otimes \mathbf {e} _{z}\\[8pt]&+{\frac {\partial S_{\theta r}}{\partial r}}~\mathbf {e} _{\theta }\otimes \mathbf {e} _{r}\otimes \mathbf {e} _{r}+{\cfrac {1}{r}}\left[{\frac {\partial S_{\theta r}}{\partial \theta }}+(S_{rr}-S_{\theta \theta })\right]~\mathbf {e} _{\theta }\otimes \mathbf {e} _{r}\otimes \mathbf {e} _{\theta }+{\frac {\partial S_{\theta r}}{\partial z}}~\mathbf {e} _{\theta }\otimes \mathbf {e} _{r}\otimes \mathbf {e} _{z}\\[8pt]&+{\frac {\partial S_{\theta \theta }}{\partial r}}~\mathbf {e} _{\theta }\otimes \mathbf {e} _{\theta }\otimes \mathbf {e} _{r}+{\cfrac {1}{r}}\left[{\frac {\partial S_{\theta \theta }}{\partial \theta }}+(S_{r\theta }+S_{\theta r})\right]~\mathbf {e} _{\theta }\otimes \mathbf {e} _{\theta }\otimes \mathbf {e} _{\theta }+{\frac {\partial S_{\theta \theta }}{\partial z}}~\mathbf {e} _{\theta }\otimes \mathbf {e} _{\theta }\otimes \mathbf {e} _{z}\\[8pt]&+{\frac {\partial S_{\theta z}}{\partial r}}~\mathbf {e} _{\theta }\otimes \mathbf {e} _{z}\otimes \mathbf {e} _{r}+{\cfrac {1}{r}}\left[{\frac {\partial S_{\theta z}}{\partial \theta }}+S_{rz}\right]~\mathbf {e} _{\theta }\otimes \mathbf {e} _{z}\otimes \mathbf {e} _{\theta }+{\frac {\partial S_{\theta z}}{\partial z}}~\mathbf {e} _{\theta }\otimes \mathbf {e} _{z}\otimes \mathbf {e} _{z}\\[8pt]&+{\frac {\partial S_{zr}}{\partial r}}~\mathbf {e} _{z}\otimes \mathbf {e} _{r}\otimes \mathbf {e} _{r}+{\cfrac {1}{r}}\left[{\frac {\partial S_{zr}}{\partial \theta }}-S_{z\theta }\right]~\mathbf {e} _{z}\otimes \mathbf {e} _{r}\otimes \mathbf {e} _{\theta }+{\frac {\partial S_{zr}}{\partial z}}~\mathbf {e} _{z}\otimes \mathbf {e} _{r}\otimes \mathbf {e} _{z}\\[8pt]&+{\frac {\partial S_{z\theta }}{\partial r}}~\mathbf {e} _{z}\otimes \mathbf {e} _{\theta }\otimes \mathbf {e} _{r}+{\cfrac {1}{r}}\left[{\frac {\partial S_{z\theta }}{\partial \theta }}+S_{zr}\right]~\mathbf {e} _{z}\otimes \mathbf {e} _{\theta }\otimes \mathbf {e} _{\theta }+{\frac {\partial S_{z\theta }}{\partial z}}~\mathbf {e} _{z}\otimes \mathbf {e} _{\theta }\otimes \mathbf {e} _{z}\\[8pt]&+{\frac {\partial S_{zz}}{\partial r}}~\mathbf {e} _{z}\otimes \mathbf {e} _{z}\otimes \mathbf {e} _{r}+{\cfrac {1}{r}}~{\frac {\partial S_{zz}}{\partial \theta }}~\mathbf {e} _{z}\otimes \mathbf {e} _{z}\otimes \mathbf {e} _{\theta }+{\frac {\partial S_{zz}}{\partial z}}~\mathbf {e} _{z}\otimes \mathbf {e} _{z}\otimes \mathbf {e} _{z}\end{aligned}}}

### Divergencia de un campo tensorial de segundo orden
La divergencia de un campo tensorial de segundo orden en coordenadas polares cilíndricas se puede obtener a partir de la expresión del gradiente recopilando los términos donde el producto escalar de los dos vectores externos en los productos diádicos es distinto de cero. Por lo tanto,
{\displaystyle {\begin{aligned}{\boldsymbol {\nabla }}\cdot {\boldsymbol {S}}&={\frac {\partial S_{rr}}{\partial r}}~\mathbf {e} _{r}+{\frac {\partial S_{r\theta }}{\partial r}}~\mathbf {e} _{\theta }+{\frac {\partial S_{rz}}{\partial r}}~\mathbf {e} _{z}\\[8pt]&+{\cfrac {1}{r}}\left[{\frac {\partial S_{r\theta }}{\partial \theta }}+(S_{rr}-S_{\theta \theta })\right]~\mathbf {e} _{r}+{\cfrac {1}{r}}\left[{\frac {\partial S_{\theta \theta }}{\partial \theta }}+(S_{r\theta }+S_{\theta r})\right]~\mathbf {e} _{\theta }+{\cfrac {1}{r}}\left[{\frac {\partial S_{\theta z}}{\partial \theta }}+S_{rz}\right]~\mathbf {e} _{z}\\[8pt]&+{\frac {\partial S_{zr}}{\partial z}}~\mathbf {e} _{r}+{\frac {\partial S_{z\theta }}{\partial z}}~\mathbf {e} _{\theta }+{\frac {\partial S_{zz}}{\partial z}}~\mathbf {e} _{z}\end{aligned}}}